# Mégevette
Mégevette é uma comuna francesa na região administrativa de Auvérnia-Ródano-Alpes, no departamento da Alta Saboia. Estende-se por uma área de 21.66 km². Em 2010 a comuna tinha 617 habitantes (densidade: 28,5 hab./km²).